# Lucky/Chances
Lucky/Chances (Lucky Chances) è una miniserie televisiva del 1990  diretta da Buzz Kulik e interpretata da Vincent Irizarry, Sandra Bullock, Eric Braeden, Nicollette Sheridan e Shawnee Smith. È stata scritta da Jackie Collins e basata sul suo romanzo bestseller Lucky and Chances.

## Riconoscimenti
- 1991 - ASC Award
  - Miglior fotografia in una miniserie a Gayne Rescher
- 1991 - Emmy Award
  - Migliore fotografia in una miniserie a Gayne Rescher